# Кобра (Нагорський район)
Кобра́ (рос. Кобра) — селище у складі Нагорського району Кіровської області, Росія. Адміністративний центр Кобринського сільського поселення.
Населення становить 1006 осіб (2010, 1259 у 2002).
Національний склад станом на 2002 рік — росіяни 94 %.